# Abraham Cwi Dawidowicz
Abraham Cwi Dawidowicz (ur. 15 marca 1877 w Dereczynie, zm. 1942) – pedagog, kompozytor, autor licznych pieśni, dyrygent chóru w warszawskiej Synagodze Nożyków i w Wielkiej Synagodze przy ul. Tłomackie.

## Życiorys
W czasie wojny przebywał w getcie warszawskim, gdzie został zamordowany.
Jego nazwisko zostało wymienione w słynnym utworze Pieśń o zamordowanym żydowskim narodzie Icchaka Kacenelsona, jako jednego z wybitnych warszawskich Żydów zabitych przez Niemców.